# サケ

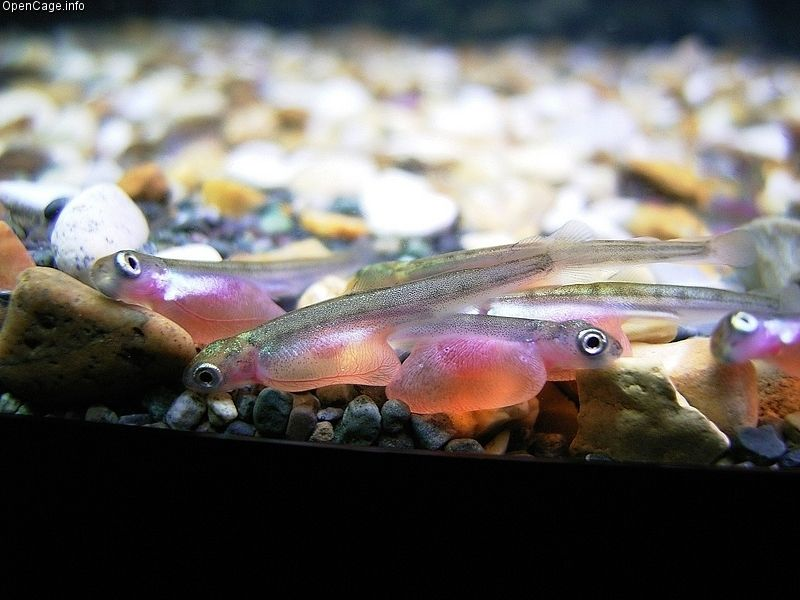
孵化したての卵黄嚢仔魚サケ。腹部の卵黄嚢（卵のう、egg envelope）はやがて吸収される。

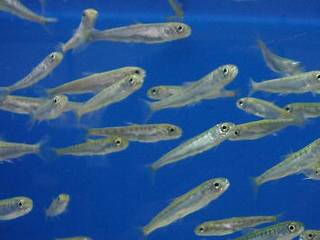
0歳の稚魚（2004年5月 札幌市豊平川さけ科学館）

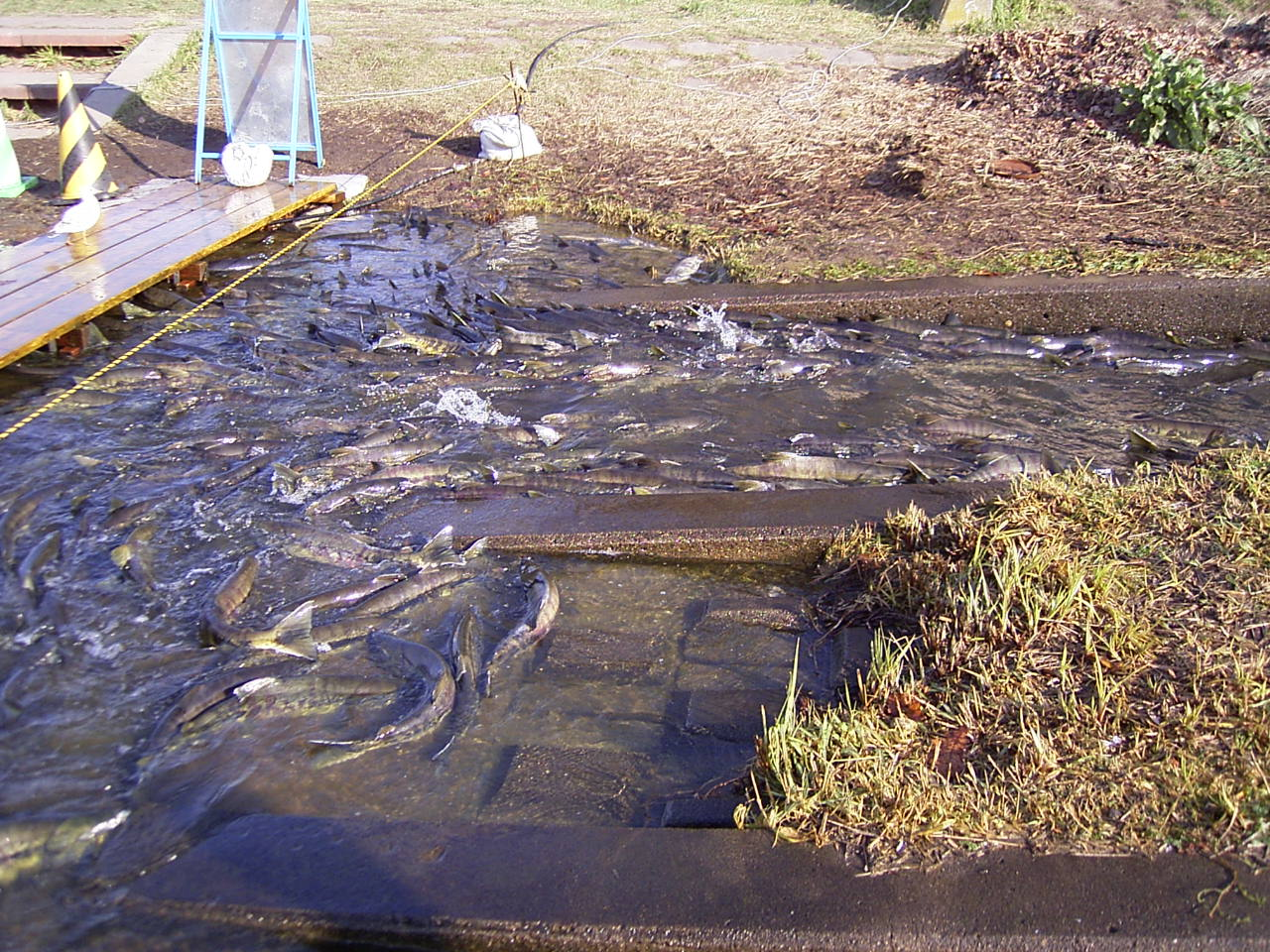
遡上する鮭（2005年11月）

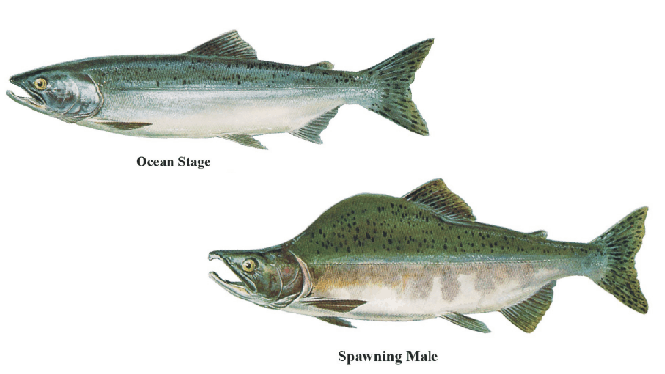
海生時と産卵時のピンクサーモンの成魚（オス）。顎にKypeという変化が見られる。

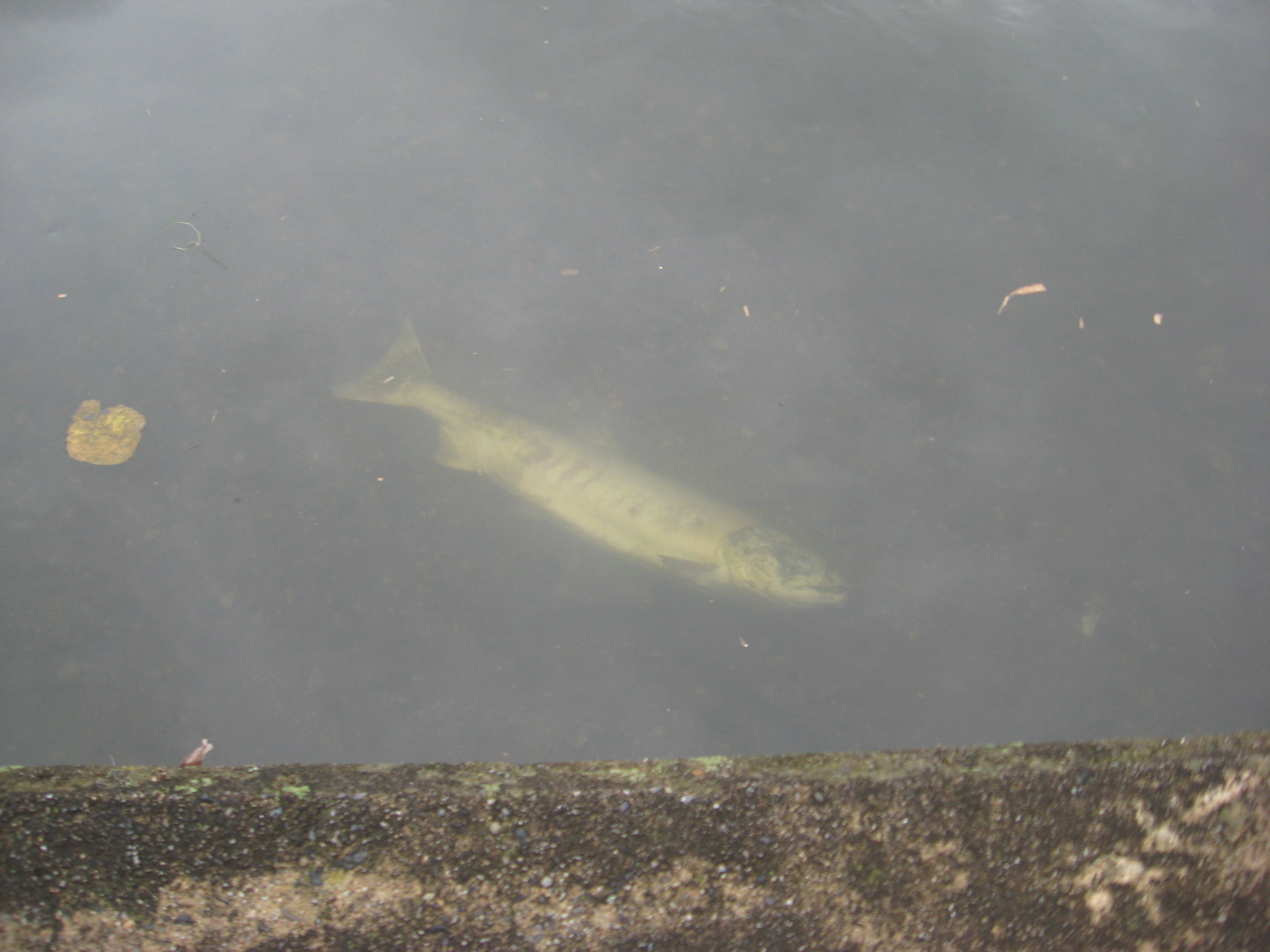
産卵後の死骸。生息個体が特に多い小規模河川の河口部では、産卵期に多数見られる。ホッチャレとも呼ばれる。

サケ（鮭、石桂魚、鮏、年魚、Oncorhynchus keta）は、サケ目サケ科サケ属の魚。狭義には種としてのO. keta の標準和名であるが、広義にはサケ類一般を指すことが多い。
ここでは種としての「サケ」、通称「シロザケ」について説明する。

## 名称
生鮮魚介類として流通する場合にはシロサケ、アキサケ、アキアジ（アイヌ語の「アキアチップ（秋の魚の意味）」に由来する。）などの名称も用いられる。このほかの別名としてイヌマス、サーモン、メジカ、トキシラズ、岩手県では南部鼻曲り鮭、ブナ（いずれも河川に遡上したものを指す）などがある。トキシラズ（時知らず、時鮭）は産卵期以外の時期に取れる季節外れの鮭の呼称。産卵のために栄養が使われておらず、旬のものより美味いとも言われる。
上記呼称を含めて地方名も多く、アキザケとアキアジは北海道や青森県、秋田県、トキシラズとナツザケとラシャマスは北海道で使われる。なお、一部ではシャケとも称されるが、シャケとサケの関係については諸説ある。
「サケ」の語源については「サケ類」も参照のこと。
漢字では「鮏」の字が使われていたが、生臭いという意味があったため、明治時代になると「鮭」が使われるようになった。中国で「鮭」はフグを指し、サケという意味は日本での国訓である。
北海道の方言では、ふるさとの川に帰って産卵を終えた鮭のことを「ほっちゃれ」と呼ぶ。

## 生態
遺伝的には地域差より河川毎の差が大きく、同一河川での年級毎（年ごと）の差は小さい。これは、高い母川回帰性のため河川間の交雑が起き難く、回帰個体の年齢にバラツキがあり年ごとの交配が行われていることを意味する。
飼育下では標津サーモン科学館が淡水でのメスの成熟にも成功し、次世代を得たことがあり、2009年（平成21年）には千歳サケのふるさと館が2例目の淡水でのメス成熟と産卵の成功例となった。また、2012年（平成24年）には富山県立滑川高等学校が国内3例目の成功例となる淡水でのメス成熟と成熟卵の抱卵を確認するなど、生態の研究が進められている。

### 分布
生息域は北太平洋（ベーリング海、オホーツク海、日本海を含む）と北極海の一部。日本国内でサケが遡上する川として有名なのは石狩川や、豊平川などである。日本近海のサケの圧倒的多数は、安定した漁業資源確保のために北海道・東北地方を中心に人工的に採卵・放流される孵化場産シロザケが占めている。稚魚の放流が行われず、自然産卵のみのサイクルが維持されている河川も北海道、北陸・近畿・山陰地方にいくつか存在する。
日本で定常的に遡上が認められる南限の河川は、日本海側は島根県の江の川の支流濁川であり、太平洋側は千葉県の九十九里浜に注ぐ栗山川で、「酒（サケ）は銚子（ちょうし）に限る」ということわざの語呂合わせから南限は銚子付近といわれる。なお、栗山川に回帰するサケは1957年（昭和32年）までは自然遡上していたが、両総用水と房総導水路の取水堰（横芝堰）のため自力では遡上できなくなっていた。その後、1976年度（昭和51年）より行われたサケ増殖事業（カムバックサーモン運動）により稚魚放流され回帰が復活、2007年（平成19年）に竣工した横芝堰の改修に伴い魚道が設置され、堰上流への遡上も復活した。
その他オホーツク海沿岸、北極海の一部、ユーラシア大陸側は朝鮮半島以北の日本海沿岸、ベーリング海沿岸、アメリカ合衆国オレゴン州の河川に遡上・繁殖する。
近縁のカラフトマスとは分布や産卵期が重複し、産卵床の至適条件が似ているため交雑が生じ交雑個体が捕獲されることがある。交雑個体はサケマスと呼ばれ外見は双方の特徴を併せ持っている。産卵床が作られる河床環境は、カラフトマスよりも流速が遅く砂礫質で湧水のある河床が選ばれる。また、サケの稚魚が日中移動するのに対し、カラフトマスは主に夜間移動することが報告されている。
日本でサケとして販売されている輸入品サケ類の一部は、元来は自然分布域ではなかった南アメリカ大陸のチリで、日本の国際協力機構（JICA）の支援により養殖されたものがあるが、シロザケではなく海面養殖されたニジマスやギンザケである。

### 生活史
日本での遡上は高緯度地域ほど早く10月から12月で、北海道・東北地方の川が主であるが、本州中部から西部の日本海側、九州北部の一部、関東地方の川にも遡上し産卵する。水温8℃では、60日程度かかって孵化し50日程度で腹部の卵嚢の栄養分を吸収し終わると浮上する。浮上時は体長5cm程度でプランクトンを主とした捕食を開始する。浮上後から海水耐性が発達していて、河川生活期は主にユスリカを餌として3月から4月頃に日中に群れで移動し降海する。なお、移動する時間帯は昼夜を問わないとの報告もある。
日本系シロザケでは降海した当年魚は北海道沿岸を離れ夏から秋には千島列島のごく沿岸かオホーツク海の水温8℃前後の水域を生活域とし、水温が5℃程度になると北西太平洋の限られた水域に移動し越冬をする。越冬後はアリューシャン列島からベーリング海中部を餌場として表層から100m程度の水深まで分布し、秋には体長37cm程度まで成長する。水温が低下する冬期はアラスカ湾を主な生活の場としながら夏はオホーツク海から北部太平洋を回遊する生活を成熟まで繰り返す。河川生活期の餌はえり好みをせず、口に入る大きさのカゲロウ、トビケラなどの水棲生物を、海洋生活期の餌は、稚魚期には主にウミノミ類、カイアシ類、オキアミ類、成長するとホッケ類、イワシ類（コヒレハダカ）、他のサケ科魚類の稚魚などと考えられている。なお、成長しても夏はプランクトン、秋はイワシ類と季節で変化しているとの調査報告がある。
1-6年の海洋生活で成熟した個体は、母川に向け回帰し産卵活動を行う。南下回帰時のルートは千島列島沿いとされ、1974年の調査では水深 5m から20m 程度の浅いところを泳いでいた。産卵期の成魚の全長は平均で70 - 80cmだが、大きい個体では90cmを超えることもある。なお、成熟速度が著しく高く（早熟）、海洋回遊2年で母川へ回帰するオス成魚は、50cmに満たない。親魚は川を上っている間、餌を食べない。オスはその間に体高が高くなり（背っぱり）、上下の両顎が伸びて曲がる（鼻曲がり）。産卵・放精後の親魚は、1か月以上生きて産卵床を守るメスの個体もあるが、大半は数日以内に寿命が尽きて死ぬ。また、産卵期になると寿命が近く免疫力が低下するため、遡上中のみならず、まだ海中にいるものでも水カビ病に感染し上皮が白く変色することがある。個体によっては一見すると、まるで真っ白な別の魚のように見えることもある。

### 食物連鎖
河川生活期は摂食可能な水棲生物を、海洋生活期は周囲に生息する餌としやすい生物を利用している。一方、サケ幼稚魚を餌としている生物は、汽水域でウグイ、海洋でホッケ、ヒラメおよびカラフトマスが確認され、サクラマスも捕食している可能性が指摘されている。また、海鳥類のウトウとウミネコは重要な捕食種と考えられている。更に、河川遡上後のサケはヒグマの主要な食料と認識されているが、ヒグマの栄養源のうちサケが占める割合は北米沿岸部の個体群では栄養源全体の30%以上であるのに対し、知床半島に生息するヒグマでは栄養源全体の5%にすぎなくなっているとされ遡上減による生態系への影響が懸念されている。

## 漁獲
日本系サケと若干のマス類は、先史時代から漁獲の対象であった。
かつて山内清男が縄文文化が東日本でより高度に発達した理由をサケ・マス資源の豊富さに求める説を唱えた。この説に対し当初は批判が多かったが、その後の発掘調査において東日本各地の貝塚でサケの骨が発見されるにおよび評価されるようになった。なお、平安時代の「延喜式」にも日本海沿岸諸国からの河川遡上魚の献上の記事が載せられている。また、江戸幕府（松前藩）によるアイヌ統治時代には、コンブとサケはアイヌ民族から和人への重要交易品目であった。後、サケの回帰性に着目した越後国村上藩（現在の新潟県村上市の下級武士、青砥武平治は、宝暦13年（1763年）に「種川の制」を敷き、三面川にサケの産卵場所を設置した人工川を設けて、サケの自然増殖に努めた。
日本におけるサケの人工孵化と放流は、1876年（明治9年）茨城県の那珂川で試験的に行ったのがはじまりで、1888年（明治21年）に千歳川に中央孵化場が建設され本格化した。回帰率は、北海道沿岸では概ね5%であるが本州太平洋側では3%、本州日本海側では1%程度、回帰数は1997年（平成9年）から2007年（平成19年）までの10年間の平均で年間6270万匹である。

### 漁法
日本による沖合漁業については、1950年代に発効した国際条約をきっかけに再開され、1970年代に漁獲量がピークを迎えたとされる。その後1990年代には「北太平洋における溯河性魚類の系群の保存のための条約」（1993年発効）により活動海域が日本とロシアの沿岸200海里以内に制限されることになり、2007年（平成19年）度の沿岸漁業での漁獲量は21万トンで、定置漁業権に基づいて行われる定置網での漁獲が90%以上を占め中心となっている。ちなみに、日本全体の定置網漁の38%がサケ・マス類である。なお、北海道の千歳川流域では、産卵のに川に上るをインディアン水車により捕獲しているが、これは稚魚の人工孵化を行うための親魚確保が目的であり、一定量の捕獲に限られている。

### 鮭児
けいじと読む。けんちと呼ばれることもある。知床から網走付近で11月上旬、中旬に漁獲されるあぶらののった若いサケである。通常のサケと見分ける箇所は幽門垂である。腹を開けて胃袋の下側についている幽門垂の数を調べることで、その数が220個程度あれば「鮭児」である場合が多い。卵巣、精巣が未成熟である。漁獲量は普通のサケ1万匹に対して1 - 2匹程度しかなく、幻のサケといわれている。その身は大変に脂が乗っており（脂肪率が通常のサケの2 - 15%に対し、鮭児は20 - 30%である）、美味である。このため、高級食材として珍重されている。水産庁所轄の独立行政法人水産総合研究センターさけますセンター（現・水産総合研究センター北海道区水産研究所）の調査では、「鮭児」の遺伝子の解析結果より、日本の河川で生まれたものではなく、アムール川系のものであることが判明している。

## 利用

### 食用

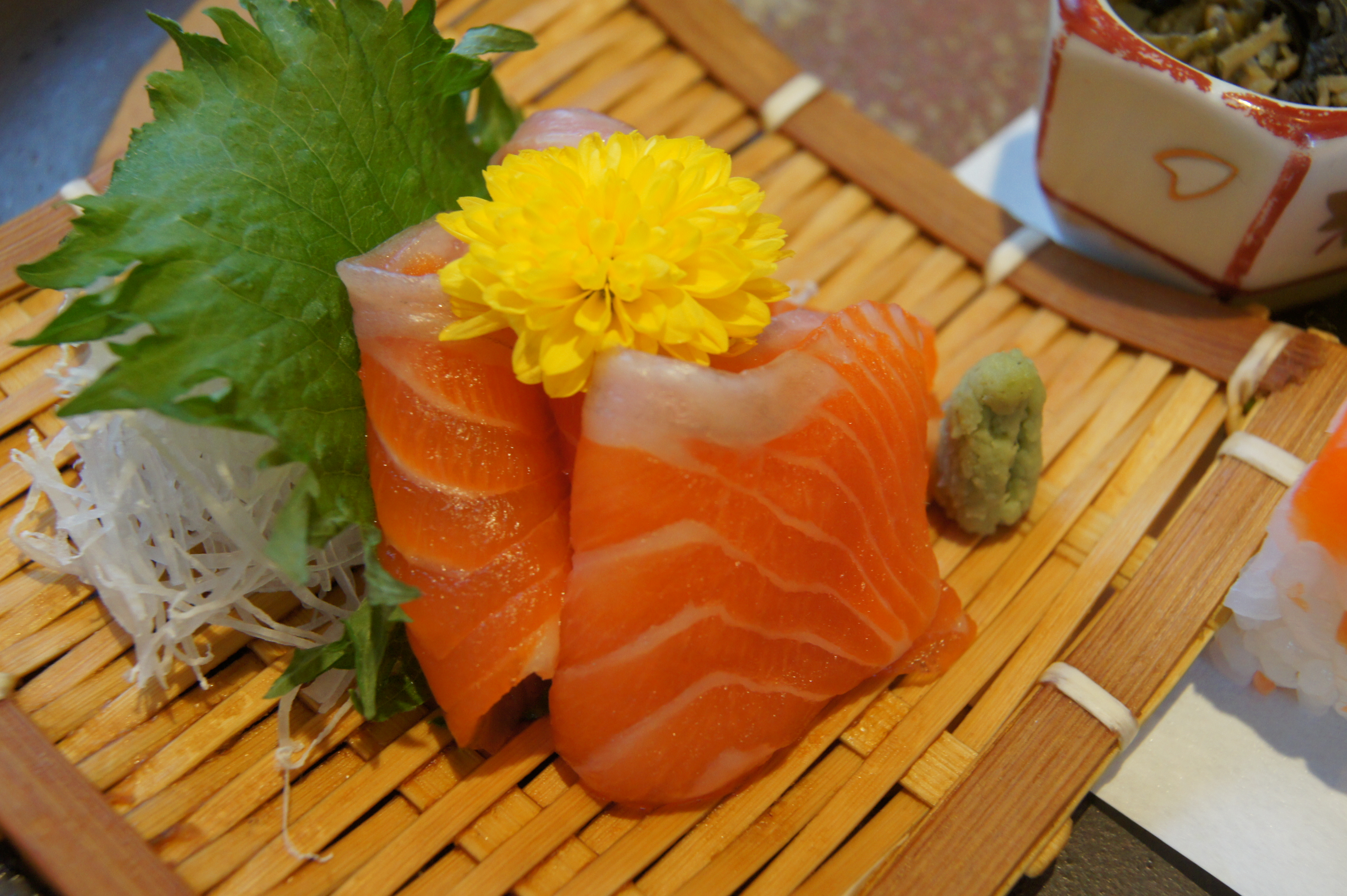
刺身

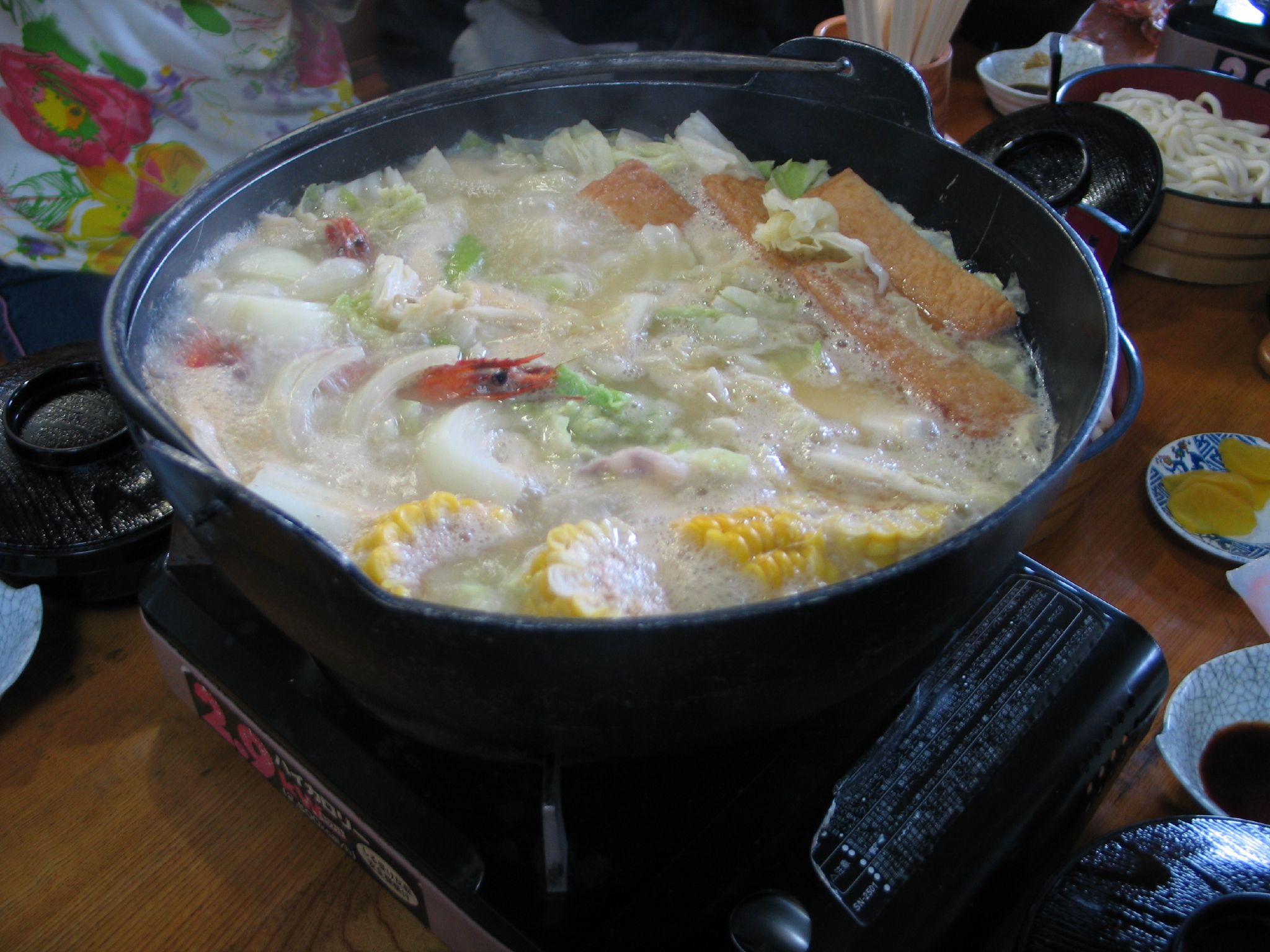
石狩鍋

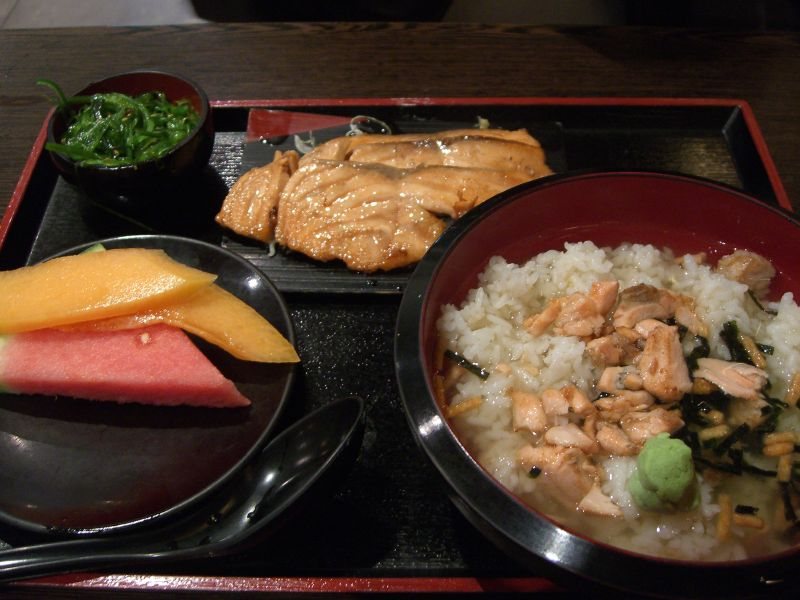
焼き鮭と鮭茶漬け

サケは程よく脂がのったクセのない身をもち、加熱すると独特の食感があらわれる。それらの特徴を引き立たせる様々な料理がある。
サケの身は赤いが、生物学的には体側筋が遅筋から成る赤身魚ではなく、速筋から成る白身魚に分類される。サケの赤色は遅筋の色の原因である酸素結合性タンパク質、ミオグロビンによるものではなく、餌として摂取された甲殻類の外殻に含まれるカロテノイドであるアスタキサンチンによる。産卵直前には皮膚と卵に赤色が移り、身肉は本来の白っぽいものになる。このアスタキサンチンは抗酸化作用などが注目され、多くのサプリメントや健康食品に利用されている。

#### 生食
サケ類には裂頭条虫科のサナダムシや、アニサキスといった寄生虫がいることが多いため、通常の状態で生食すると感染のおそれが高い。加熱できない場合、日本の厚生労働省や各国の公的機関が通達する手順で一旦冷凍することで死滅する。アイヌ料理ではルイベ（ルイペ）と呼ばれる冷凍状態の刺身の生食が行われていたが、日本では伝統的に生食は広まっていなかった。
寿司屋などで生サケが普及するようになったのは、1990年前後、駐日ノルウェー大使館員だったビョーン・エイリク・オルセンらが、日本にノルウェー産サケを売り込んで以降である。
日本において「サーモン」等の名前で流通する生サケは、ノルウェー産などの完全養殖物のタイセイヨウサケが使用されることが一般的である。衛生管理の行き届いた無菌状態の生簀で完全養殖したタイセイヨウサケは日本へ輸出時に冷凍し、解凍した上で利用される。また、一般的な非冷凍状態の秋鮭においても塩漬けして浸透圧により寄生虫を外部に追い出し、刺身で食べられるように工夫するといった例外も少ないながら存在する。
- 「サーモン」は刺身、寿司、海鮮丼、マリネに利用される。
- アイヌ料理ではルイベのほか、生サケを用いたチタタㇷ゚(citatap 肉や魚のたたき)も食される。サケの頭、エラを叩き、白子や焼き昆布を混ぜたものである。

#### 汁物・鍋料理
- あら汁・潮汁
- 石狩鍋：石狩地方発祥のサケと豆腐、野菜などを味噌で煮込む鍋。
- 十勝鍋：道東地方で食され、石狩鍋に豚肉を入れたもの。
- 三平汁：塩引きしたサケ（新巻鮭）のあら、切り身を野菜と煮込む汁物。
- すり身、つみれ団子

#### 焼き物
- 塩焼き、ムニエル、ポワレ、バター焼き、ホイル焼き
- ちゃんちゃん焼き：バターを引いた鉄板に鮭の身を並べ、まわりにキャベツ・ネギ・もやし等を配して焼き、甘塩辛い白味噌を塗って食べる。

#### 揚げ物
- サケフライ、サーモンバーガー

#### 漬物
- 新巻鮭、飯寿司、塩辛、切り込み、めふん、氷頭なます

#### 乾物
- 燻製、スモークサーモン、鮭とば、ふりかけ、お茶漬けの素（お茶漬け海苔）

#### 缶詰
- 水煮、サケ缶（醤油煮）、サケの中骨

#### 菓子
樺太アイヌ、ナナイ、ニヴフなどのツングース系民族の間で食べられるムシ（モシ、モスなど民族によって呼び方が異なる）は鮭皮から抽出したゼラチンでツルコケモモなどの実を固めたもの。

#### 魚醤
- サケの身や内臓などを原料に塩と麹で仕込み、熟成させて作ったもの。各地の水産会社や水産試験場等で開発・販売が行われている。

#### その他
産卵期に入ったものは旨み成分であるアミノ酸類や脂肪分が卵や白子の形成に使われてしまうため、ルイベや焼き物、煮物料理には上記の鮭児や沖合いの漁場を回遊中のトキシラズのほうが美味であるが、山漬や新巻など長期塩蔵加工するものには脂肪分が少なく脂焼けしにくいことから、遡上を開始する前後のブナ模様が発現しはじめた個体のほうが適している。
焼いた塩鮭は、日本の朝食の典型の一つと考えられることもある。旅館、民宿などでは海苔、生卵などと共に焼いた塩鮭が出されることも多い。焼いた塩鮭は他にも、握り飯の種や弁当のおかずなどにも用いられることが多い。塩味をつけたサケの身を崩したものはフレークとして、お茶漬けの具、ふりかけ、サラダなどにも用いられることがある。秋田県の中央部～県南部では、焼いた塩鮭のことを「ぼだっこ」と呼ぶ。これは、佐竹義宣が関ヶ原の戦いの後に出羽国秋田郡へと転封された際、鮭の身の色を見て常陸国で食べた猪肉を思い出し「牡丹色のようだ」と言ったことが広まり、「牡丹っこ」が変化したものという説がある。これは、佐竹義宣が関ヶ原の戦いの後に出羽国秋田郡へと転封された際、鮭の身の色を見て常陸国で食べた猪肉を思い出し「牡丹色のようだ」と言ったことが広まり、「牡丹っこ」が変化したものという説がある。
卵は塩漬けをした筋子として、あるいは粒をほぐしたイクラとして鮨などに用いられる。また雄の精巣（白子）は、DNAを豊富に含むため、抽出原料として核酸ドリンクや固形の健康食品のほか、医薬用、工業用に使われることが多い。
鮭皮も珍味として好まれる。大名（伊達政宗や徳川光圀などの名前が挙げられる）が鮭の皮を好み、「皮が一寸ある鮭があるなら領土と取り替えても良い」と言ったという話もしばしば引かれる。現代では油で揚げたものなどが販売されている。
鮭の心臓は「どんぴこ」という名称で三陸沿岸で昔から食べられている。心臓のみならず肝臓の食感も、潮の香りの漂う鶏のモツといったところで、刻みネギとともにしょうゆ又は塩胡椒で味付けしたバター焼きや串焼きにすると美味である。また鮭の頭部の軟骨は「氷頭」（ひず、ひゅうずとも）言われ、これもマイナーながら通好みの食材として好まれている。氷頭は酢の物、膾として食べることが多い。頭部のゼラチン質の部分や眼の周りの脂肪分は焼き物や煮物にすると美味である。他にバター焼きにする、シチューの具に使うなどの調理法がある。この軟骨からプロテオグリカンを低コストで大量抽出する技術を、青森県の弘前大学と商社の角弘が開発し、サプリメントなどに利用されている。
稚魚はイカナゴのように、佃煮にすると美味である。
近年では鮭の背骨（中骨という）を柔らかく煮てそのまま食べられるように加工された物も存在する。これは主に缶詰として流通される。鱗は海洋性コラーゲンの製造原料になる。
このように捨てる部位がほとんどなく、内臓や骨なども料理の出汁になるのを含めれば事実上無駄になる部分はない貴重な魚ともいえる。また、前述の鮭の回帰性を発見した青砥武平治を生んだ新潟県村上市には、100種類以上にも及ぶ鮭料理が伝わっている。一方で寿司店からは皮が大量に廃棄されている。

### 生活用品

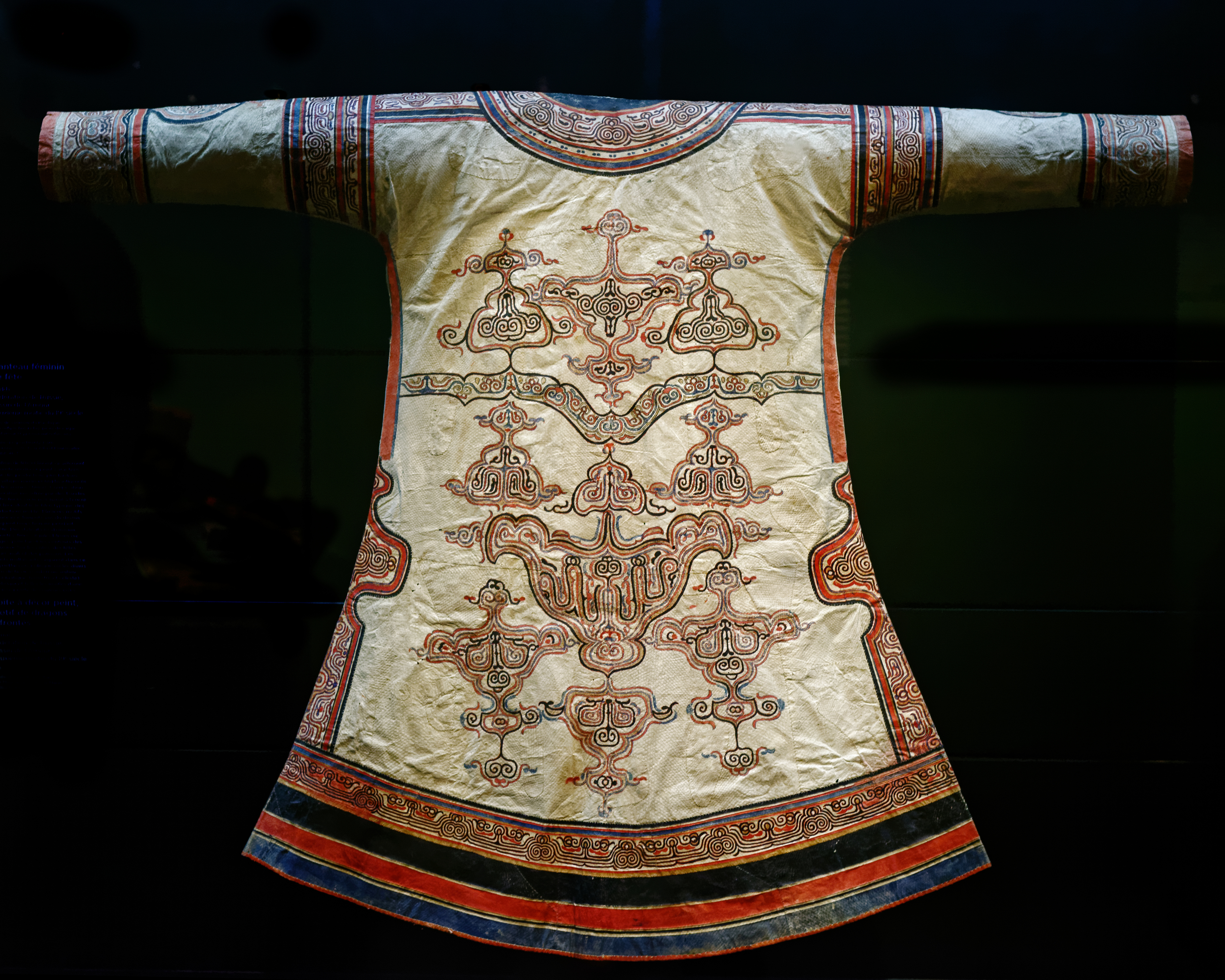
サケの皮で作られたニヴフの女性用の衣服。

アイヌやニヴフなど、ユーラシア北部の諸民族は魚の皮を衣服や靴（魚皮衣）に利用していたが、サケの皮も多く使われている。加工次第では10年程度持つとされる。

## 文化

### アイヌ文化におけるサケ

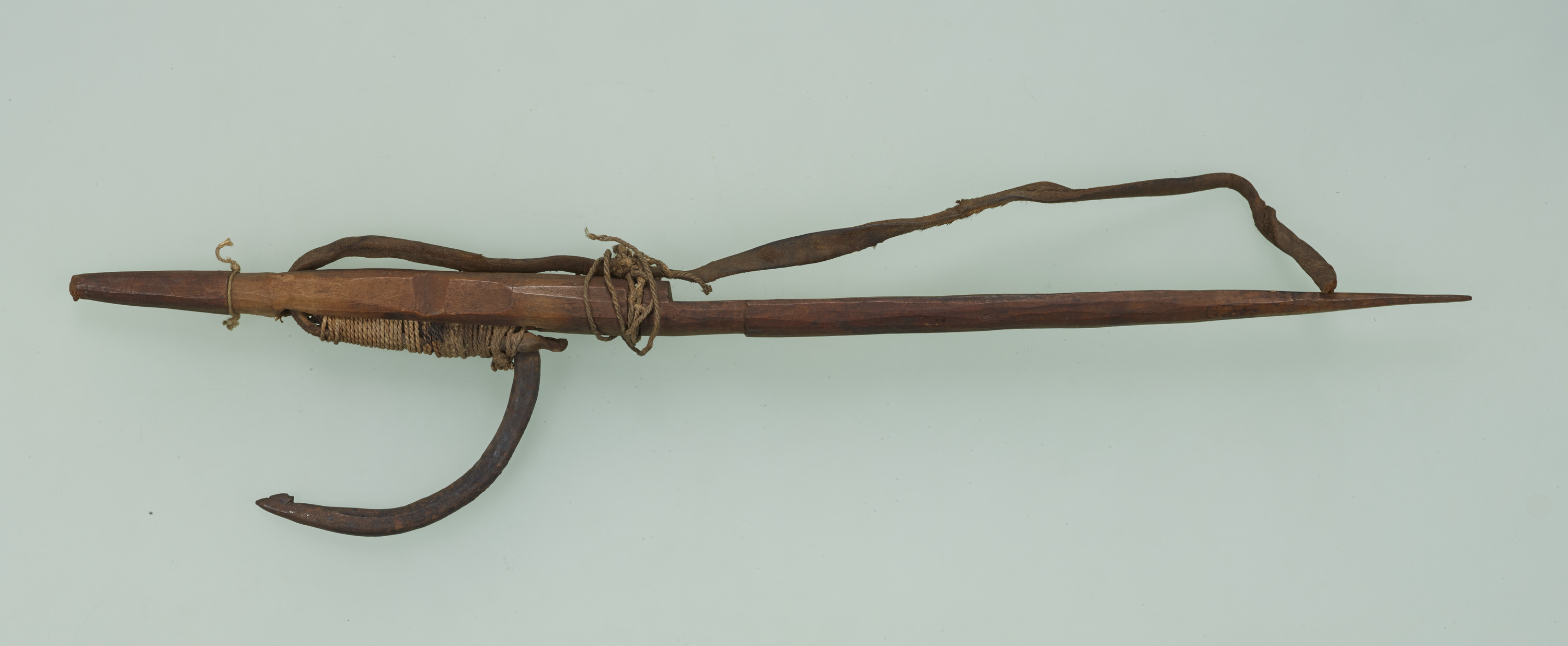
アイヌが鮭漁に用いた銛「マレㇰ」

北海道のアイヌは鮭をカムイチェㇷ゚（神の魚）、またシペ（本当の食べ物）と呼び、生活の大半をその恵みに依存していた。
石狩市の石狩紅葉山49号遺跡からは約4000年前の縄文時代に使われていたと推測される、簗の部品や松明などサケ漁の用具が出土している。
アイヌは、漁期が近づけば天空の天の川を見上げて「天の石狩川」「天の天塩川」など、その地一番の大河になぞらえ、どこが一番濃く見えるかで漁の豊凶を占った。白老や登別付近では、頭がハゲたカラスが現れれば、豊漁の兆しとしてよろこんだ。
やがて最初に上って来た鮭を捕らえるや、それを神に捧げる「アシリチェㇷ゚カムイノミ」（新たなる鮭の祈祷）を行い、イナウ（木幣）とトノト（どぶろく）を共に捧げて祈った。サケは回転式の銛「マレㇰ」で突くか、ウライ（簗）で捕らえ、水量のあるところでは2艘の丸木舟の間に網を張って漕ぎ、サケを追い込む「ヤーシ漁」（網漁）を用いた。W字型をした天空のカシオペヤ座は2艘の舟と網に似ていることから、アイヌは「ヤーシ・ノッカ」（網曳き形の星）と呼ぶ。暴れるサケはそれ専用に作られた神聖な棍棒「イサパキㇰニ」で打って止めをさすが、これには活け締めの効果があるとされる。鎌などで引っ掛けることは神を冒涜するものとされた。漁期には物忌みが守られ、生理中の女性は川に近づくことを許されなかった。
サケは河口のコタンで独り占めはせず、上流部へもいきわたる様に節度を持って獲る。そしてチポㇿ（イクラ）やウㇷ゚（白子）を持った美味いサケを狙うのではなく、産卵を終えて弱ったサケ「ホッチャレ」を重点的に獲った。来年への資源確保も重要だが、脂肪が抜けきった「ホッチャレ」のほうが乾燥保存に向く、という事情もあった。
こうして獲られたサケの身は、一部を当座の食用に回すほかはすべて保存食に加工した。腹を割いて内臓を取り除き、戸外の物干し棚にかけて乾燥させる。屋内の囲炉裏の上に吊り下げ、燻製にする。あるいは雪の中に埋めて凍らせる。乾燥サケを「サッ・チェㇷ゚」（乾いた魚）、もしくは「アタッ」と呼ぶ。食べる際は水に戻し、魚油を加えて旨味を足しながら煮込む。凍ったサケが、北海道の郷土料理として有名なルイベである。食べる際はマキリ（小刀）で大まかに切り分け、ヤナギの串に刺して火にあぶって解かし、少量の塩で味をつけて食べる。塩は交易でのみ得られる貴重品なので、保存料として大量には使えなかった。アイヌの伝統的な食文化に、塩引き鮭、新巻鮭は存在しない。
アイヌの代表的な鮭料理としてはルイベやチタタㇷ゚のほか、「チェㇷ゚オハウ」（鮭の煮込み汁）、「チポㇿサヨ」（イクラ入りの粥）が挙げられる。特に白米のチポㇿサヨは鮭の漁期に貴重な白米が入手できてこそ作られる料理であり、大変なごちそうだった。
皮は靴や衣服などの材料に用いられていた。

### 日本文化におけるサケ
- 年取り魚 - 東日本では、年末年始に鮭を食べる文化がある。西日本では鰤だが、鮭と鰤の境界線は糸魚川静岡構造線にほぼ一致するといわれる。
- 鮭神社 - 福岡県嘉麻市にある、鮭を祀る神社。北海道広尾町に分社したほか、島根県雲南市にも同名の神社がある。

## 自治体の魚
- 県の魚
  - 岩手県（1992年2月21日制定）制定名は『南部さけ』[43]
- 市の魚
  - 千歳市（1996年11月1日制定）
  - 宮古市（2006年6月6日制定）[44]

## その他
- サケから取れる白子を利用することで、鉱石からレアアース採取を容易にできるようになる手法を広島大学[45]とアイシン・コスモス研究所らの研究グループが開発メカニズムを解明した。白子に含まれるリン酸がレアアース（特にツリウム・ルテチウム）吸着を高めることがわかったためである。白子に化学的処理を施せば、あらゆる種類のレアアースにも対応できることもわかっていると報道された[46]。
- 福島県の奥会津には「鮭立」という地名がある。同地にある「鮭立磨崖仏」という洞窟は、昔住んでいた修験者の法印宥尊が江戸時代に起きた天明の飢饉の惨状を知り、五穀豊穣と疫病退散を祈って数十年の歳月をかけてつくったと伝えられている。